# Castello Belfort
Le rovine del castello Belfort (in romancio Ruina Belfort) si trovano in Svizzera, nel comune di Albula (frazione Brinzauls).

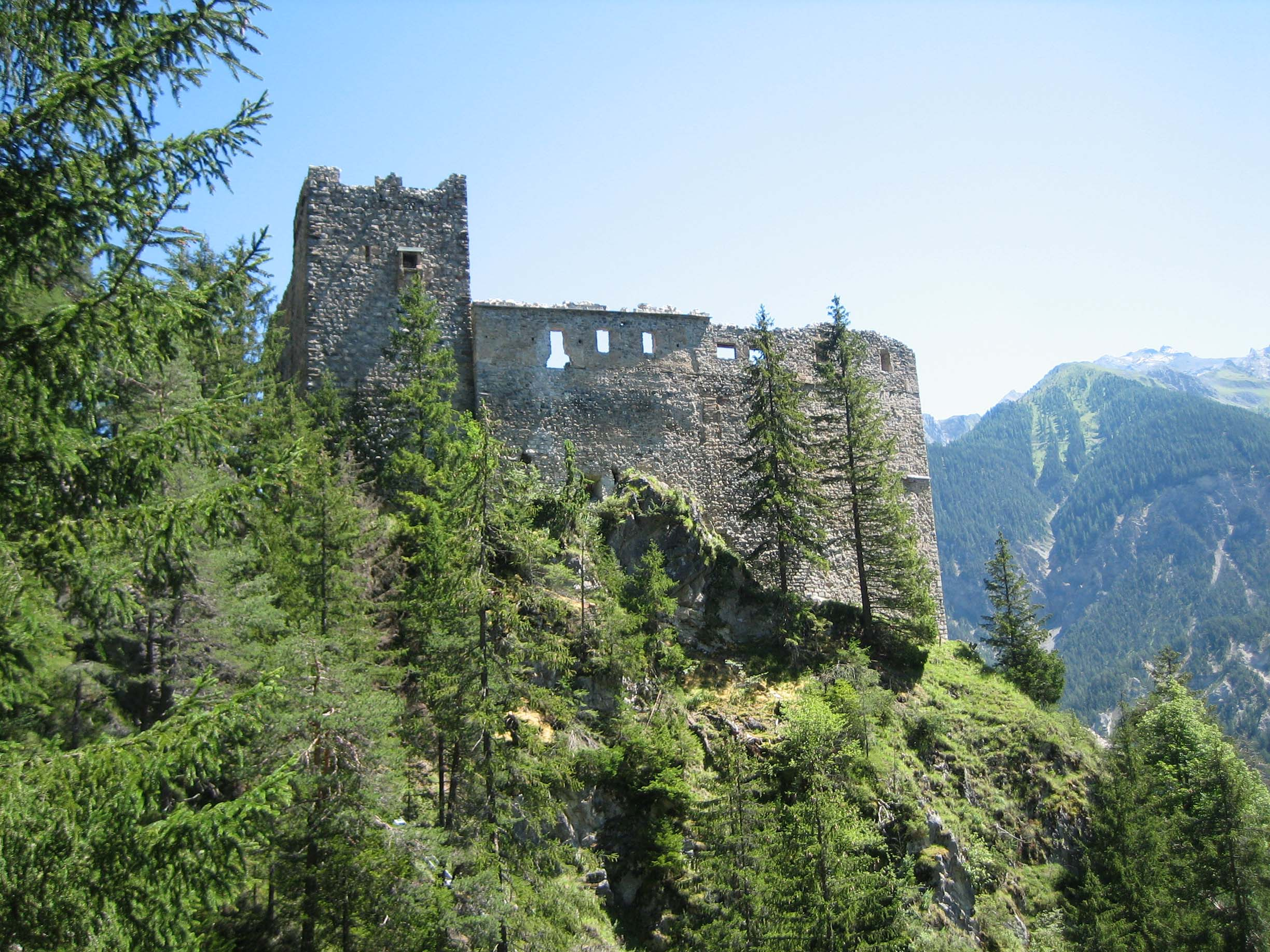
Vista da ovest

## Luogo
Le rovine si trovano sopra un crinale ad est del paese di Brinzauls, che sovrasta la strada che porta ad Alvaneu.
Il castello è raggiungibile percorrendo un sentiero pedonale.

## La struttura
La struttura è divisa nettamente in una parte superiore e una inferiore. Probabilmente la parte più antica del sistema è la grande torre quadrata all'angolo nord-ovest del castello. Diverse finestre e una nicchia armadio suggeriscono che almeno i due piani superiori furono usati a scopi abitativi.
Al centro del castello vi è un cortile con una cisterna scavata nella roccia. La parte superiore è dominata da un'imponente costruzione, più volte ristrutturata negli anni.
Una scala intagliata nella roccia collega il cortile alla parte inferiore della fortezza. L'architettura monumentale di questo sito riflette l'ostentazione di potere da parte dei suoi costruttori, i baroni Von Vaz.

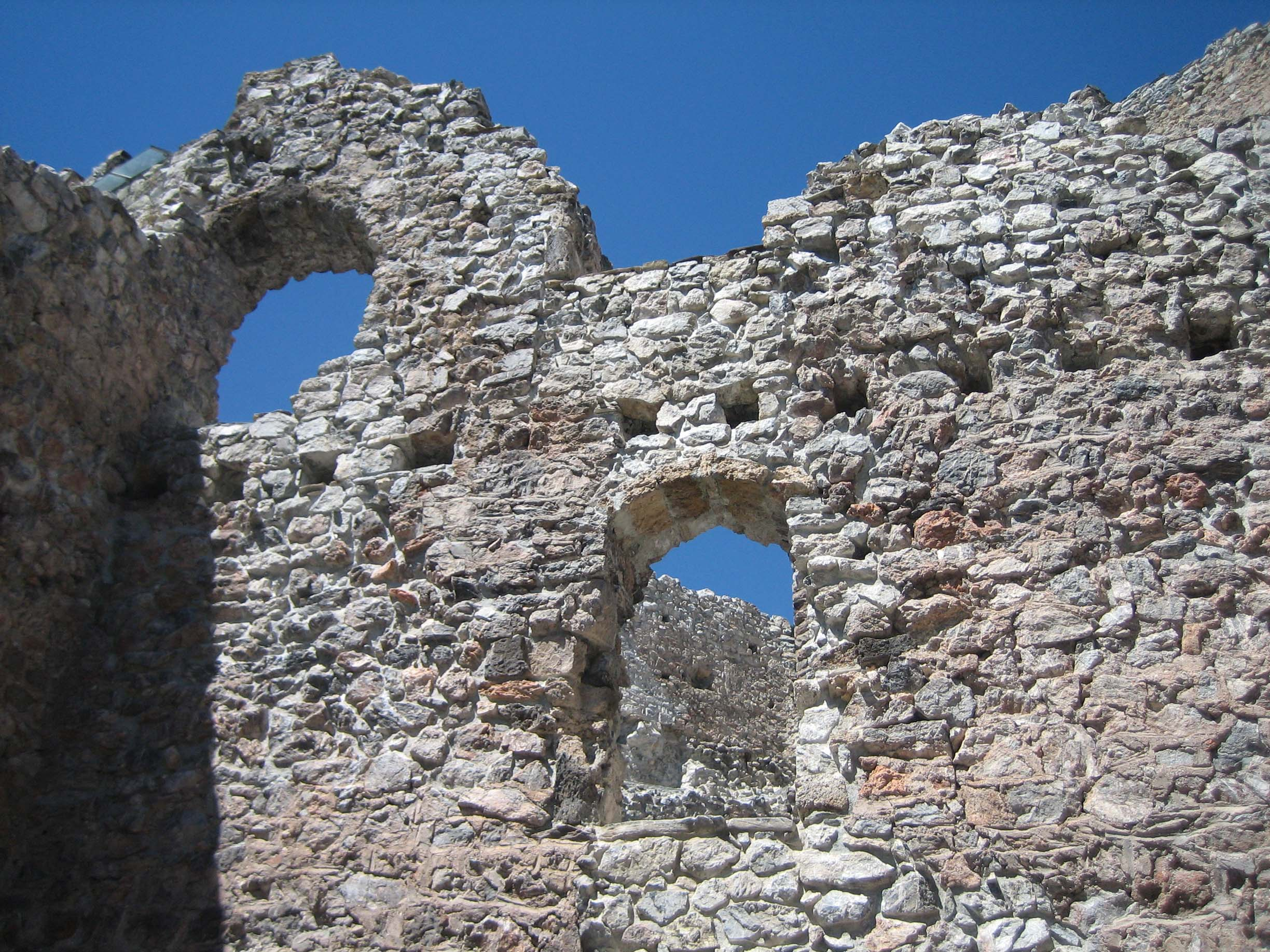

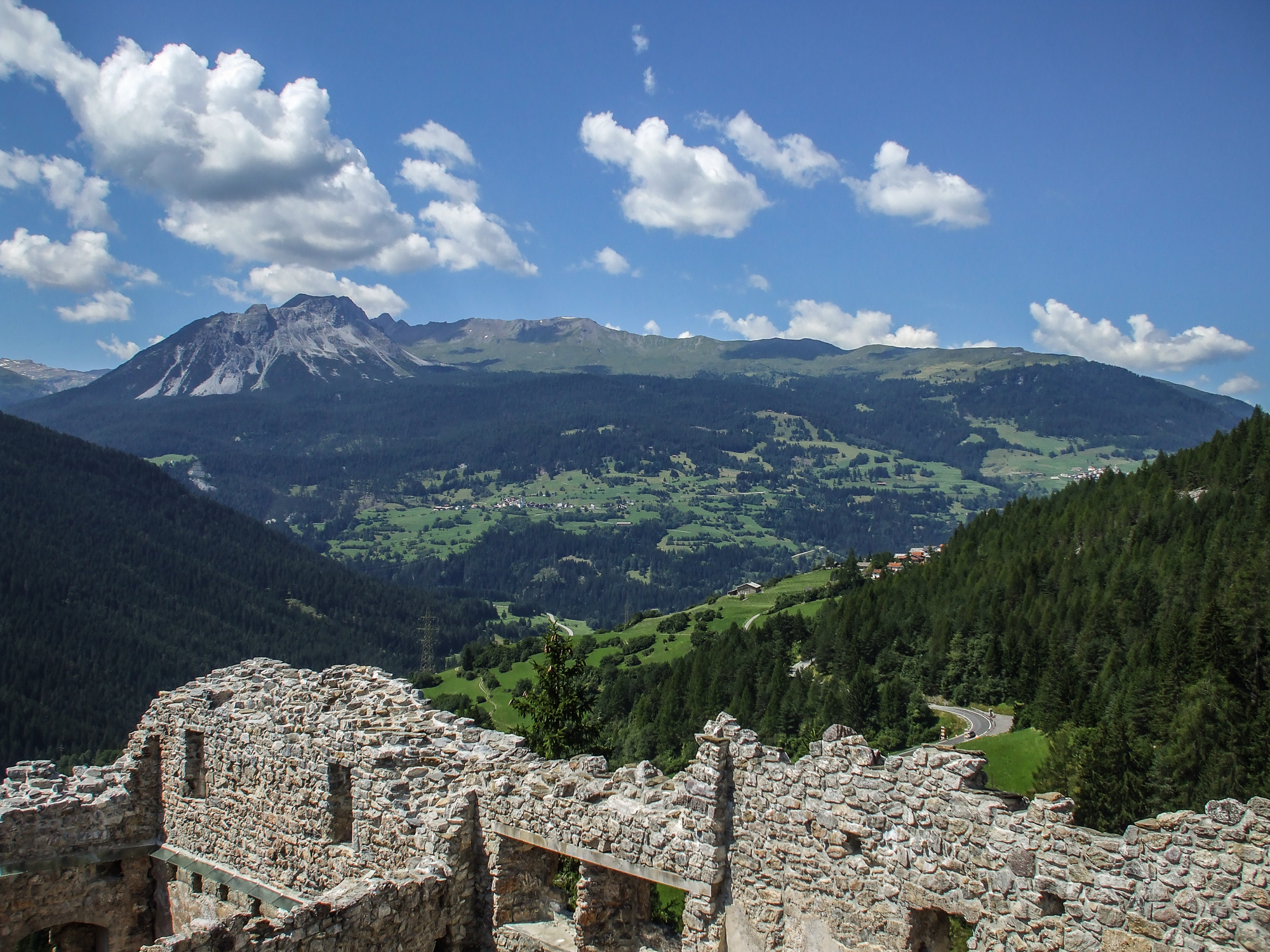
Belfort - vista in direzione ovest

## Storia
Il castello venne menzionato per la prima volta nel 1222, ma la parte più antica viene fatta risalire agli inizi del Duecento.
Belfort divenne la residenza principale dei Baroni Von Vaz dopo che essi stessi lasciarono il castello Nivagl a Vaz/Obervaz. A causa della spietata politica di questa signoria, il castello fu teatro di numerose guerre contro gli altri feudi.
Nel 1338 l'ultimo discendente maschio della famiglia, il barone Donat Von Vaz si spense e tutti i possedimenti passarono, tramite la figlia Cunegonda, maritata a Federico V di Toggenburgo (c. 1364–1375), ai Conti di Toggenburgo. Nulla si sa del destino del castello durante il loro possesso.
Dopo la morte dell'ultimo dei Toggenburger, Federico VII (c. 1400–1436), nel 1436, Belfort, dopo varie controversie ereditarie, passò inizialmente a Guglielmo di Montfort-Tettnang e a Enrico di Sassonia-Mesox, che il 5 febbraio 1438 emisero un documento agli abitanti di Davos. Secondo questo documento, «[…] il castello di Bellfort […] doveva essere demolito e chiunque avesse seguito questo comune giuramento di lunga data al suddetto castello di Belfort […] avrebbe dovuto essere aperto al pubblico e avere un valore.»
Dopo diversi passaggi di proprietà, il conte Ugo di Werdenberg vendette Belfort a Sigismondo d'Austria (c. 1439–1496) nel 1466 «[…] insieme ai castelli annessi di Pellfort, Strassberg e altri […].» Sigismondo, tuttavia, si vide rifiutare l'omaggio dai suoi sudditi, e così lo vendette in pegno a Ulrich von Matsch nel 1471. Durante l'incerta situazione proprietaria, dal 1441 in poi, i Beeli di Davos, principiando con Ulrich Beeli, ricoprirono il ruolo di balivi del castello, riscuotendo gli affitti e in seguito esercitando anche i diritti giudiziari e sovrani. Nel 1486, a Niklaus Beeli furono concessi temporaneamente i diritti sovrani sul castello dall'Austria.
La guerra di Svevia del 1499 determinò la caduta di Belfort. Nel tentativo di eliminarlo come roccaforte austriaca, i Grigionesi incendiarono il castello il 14 marzo 1499, nonostante il balivo Nikolaus Beeli avesse chiesto che Belfort fosse risparmiata. Le travi annerite delle finestre testimoniano ancora oggi la distruzione del maniero.

## Il presente
Ora si presenta come una rovina e fa parte dell'Inventario dei beni culturali svizzeri d'importanza nazionale e regionale; per rendere accessibili alcune aree della fortezza sono stati stanziati dei fondi per la sistemazione dell'area.

## Galleria d'immagini

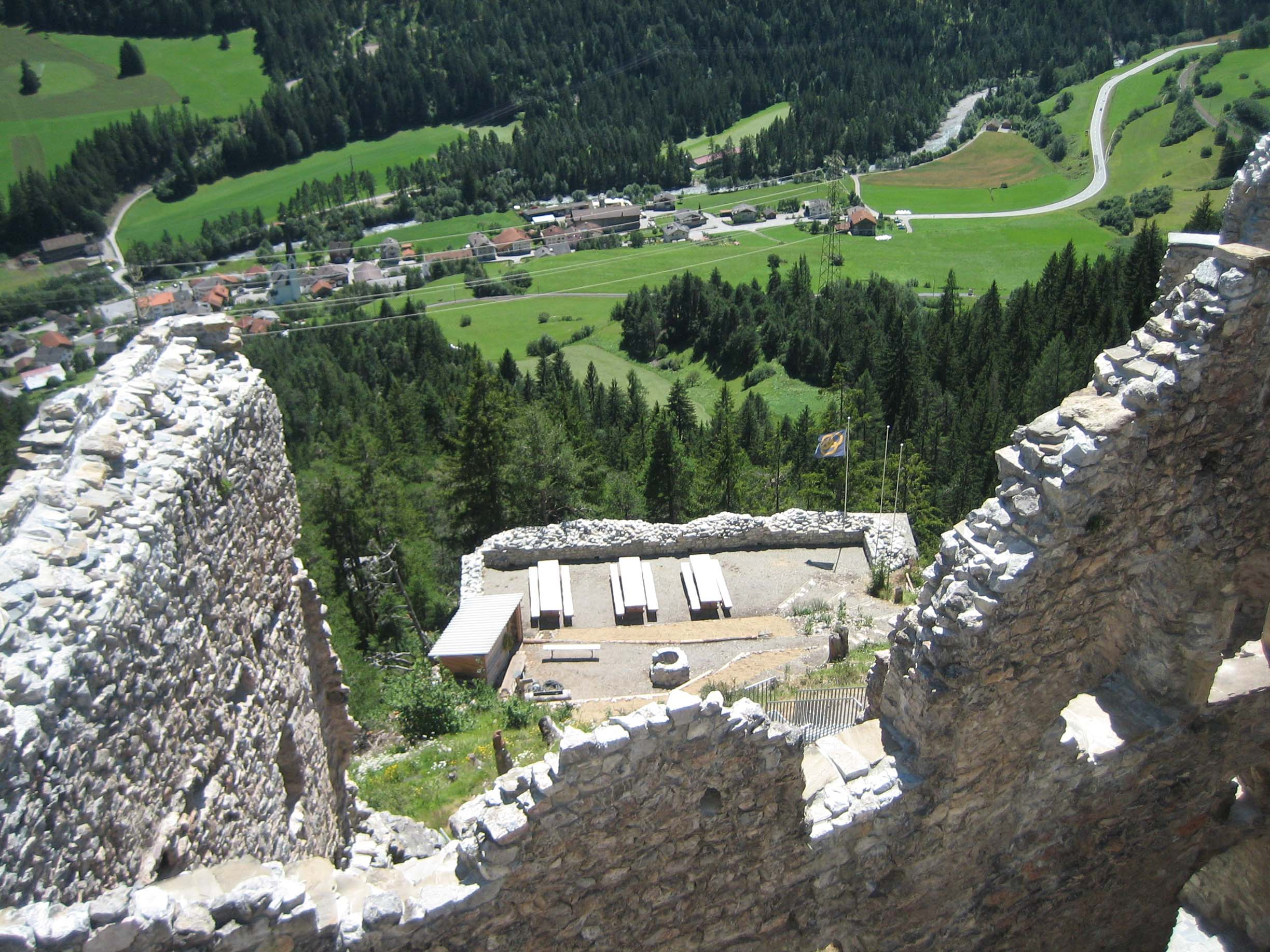
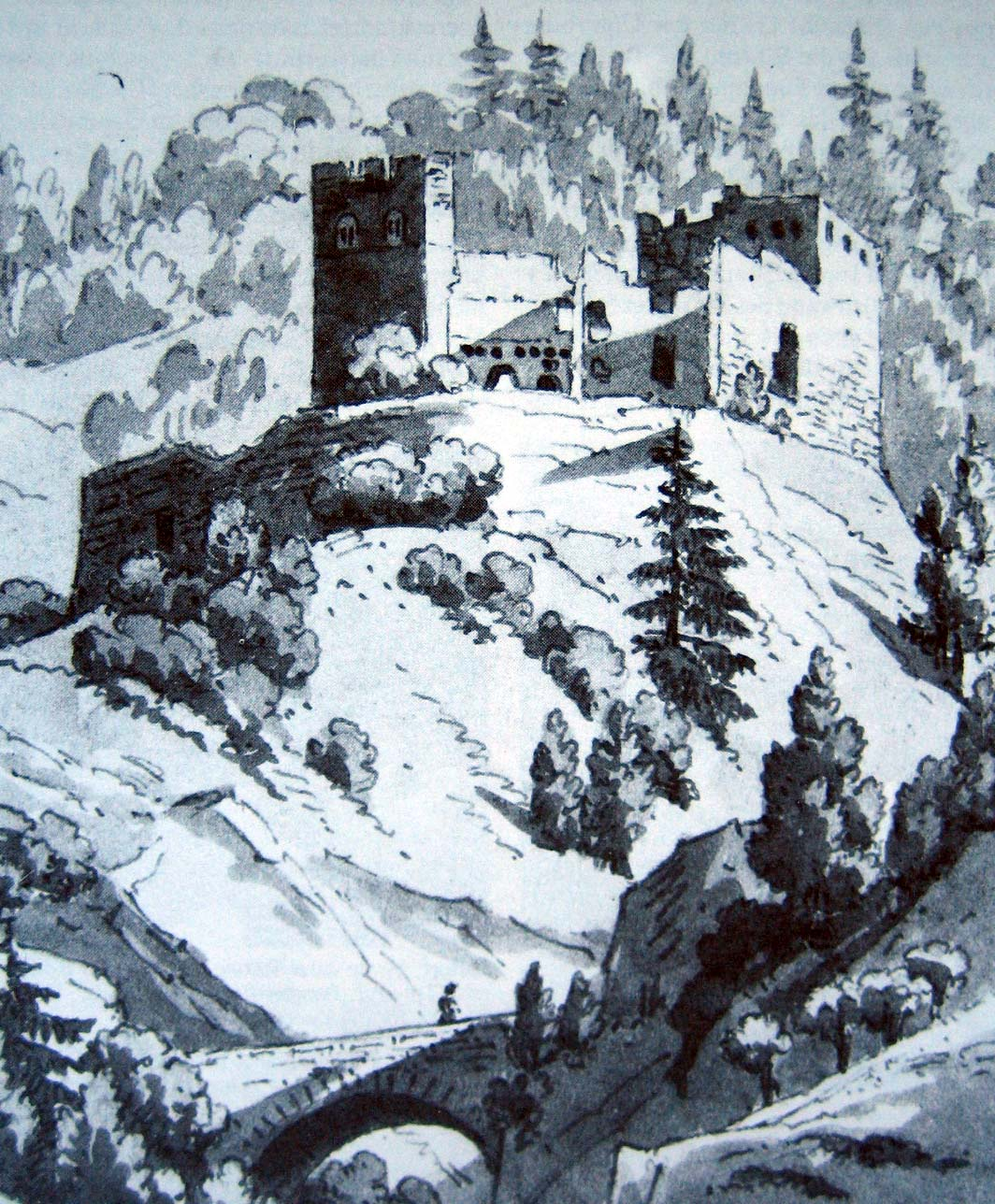
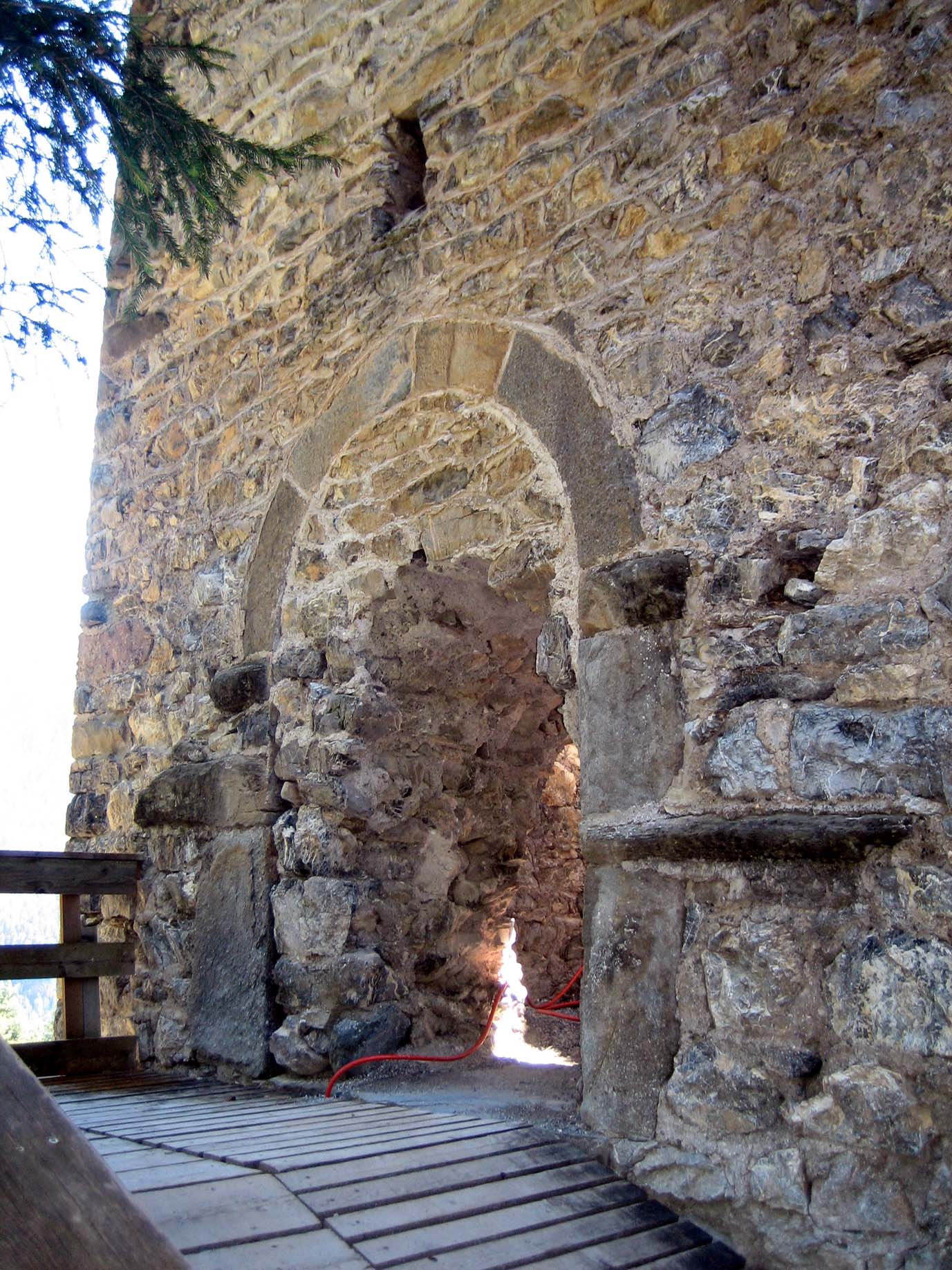
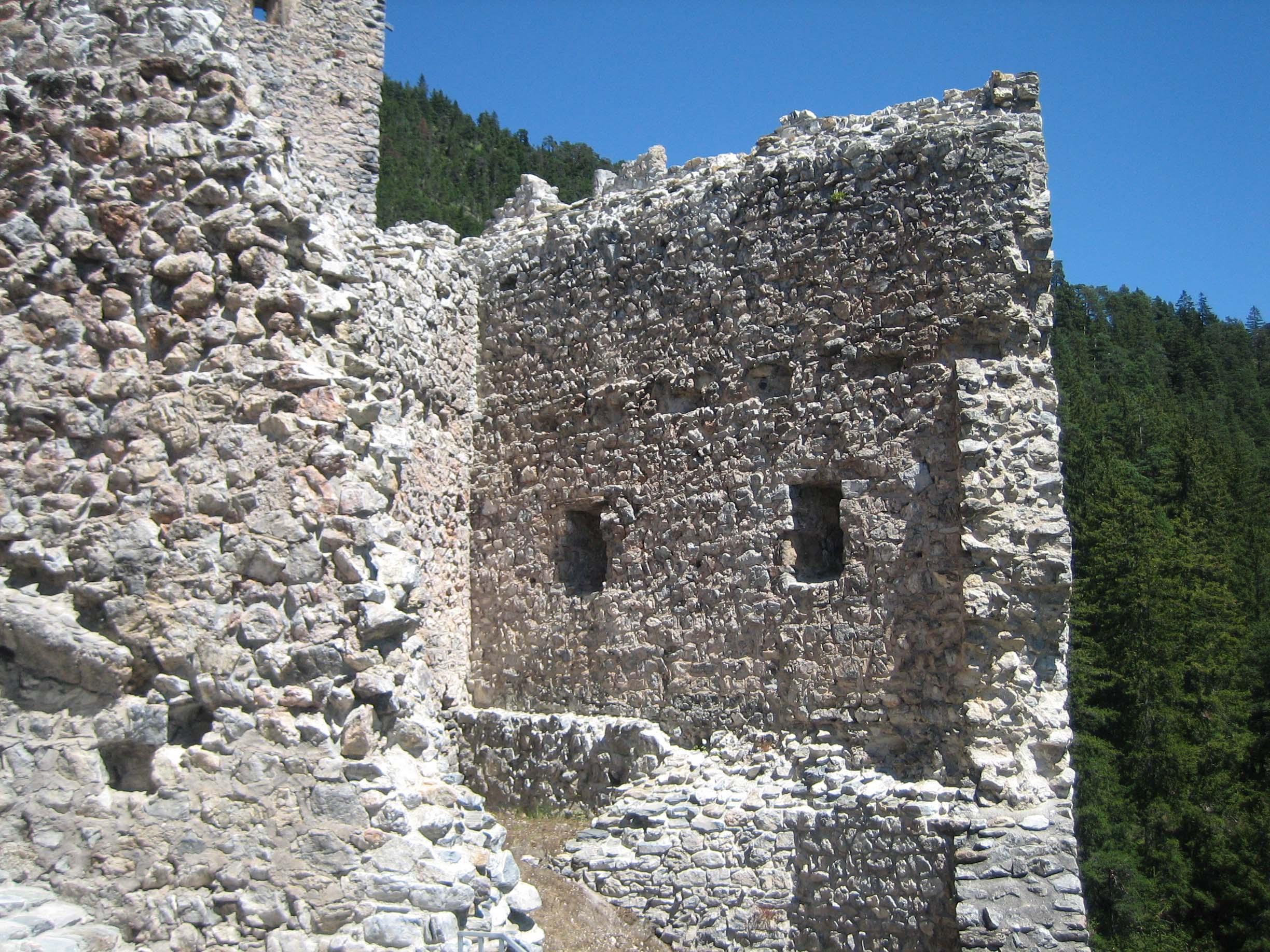
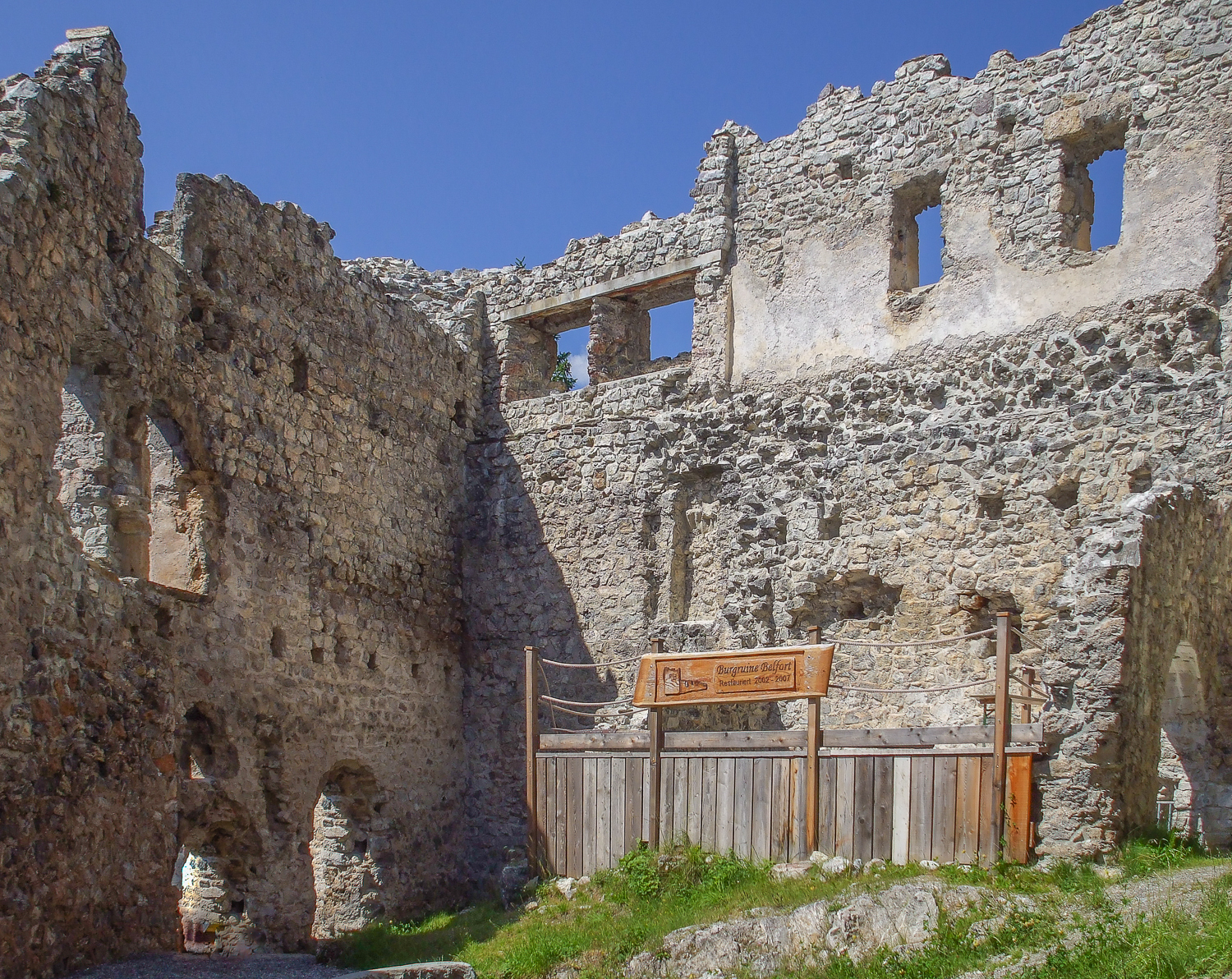